# Guillaume de La Brunetière du Plessis-Gesté
Pour les articles homonymes, voir Brunetière.
Guillaume de La Brunetière du Plessis-Gesté (né le 24 novembre 1630 au château du Plessis-Gesté en Anjou, mort le 2 mai 1702 à Saintes), est un ecclésiastique qui fut évêque de Saintes de 1676 à 1702.

## Biographie
Guillaume de La Brunetière nait dans les Mauges en Anjou au château du Plessis-Gesté. Il est le fils d'Antoine de La Brunetière, seigneur du Plessis-Gesté, et d'Elisabeth Lanier. Il est destiné à l'Église comme son frère Jacques qui succède en 1681 à leur oncle Guy Lanier comme abbé commendataire de Saint-Étienne de Vaux-sur-Mer.
Guillaume commence sa formation chez les Jésuites du collège de La Flèche puis au collège de Navarre où il obtient un doctorat en théologie. Ordonné prêtre en 1655, il devient en 1661 archidiacre de Brie dans le diocèse de Meaux puis vicaire général de l'archidiocèse de Paris avant de devenir seulement en 1670 chanoine de la cathédrale Notre-Dame de Paris. 
Il est nommé en 1676 évêque de Saintes. Confirmé le 30 août 1677, il est consacré en novembre par l'archevêque de Paris dans l'église Saint-Louis-des-Jésuites de Paris. Il prend possession de son diocèse le 1er avril 1678. Même s'il est à l'origine de la construction de l'hôpital général, il se fait surtout remarquer par son zèle à organiser à partir de 1685 des « missions de conversion » chez les calvinistes de Saintonge et on lui attribue 10 000 abjurations. Il meurt à Saintes le 2 mai 1702 et il est inhumé aux côtés de son oncle Guy Lanier dans l'église des Jacobins.